# Roger Assalé
Roger Claver Djapone Assalé (* 13. November 1993 in Abengourou) ist ein ivorischer Fußballspieler, der seit 2020 beim Dijon FCO spielt. Assalé wird als Stürmer sowohl im Sturmzentrum als auch auf den Außenbahnen eingesetzt. Als besondere Stärke gilt seine Schnelligkeit.
Roger Assalé wechselte im Februar 2017 von Tout Puissant Mazembe aus der Demokratischen Republik Kongo zu den BSC Young Boys. Seine früheren Stationen waren Séwé FC und Société Omnisports de l’Armée. Mit dem BSC Young Boys wurde Assalé zweifacher Meister. Anfang 2020 wurde er leihweise zu CD Leganés in die Primera División transferiert und sorgte mit guten Leistungen und einem Treffer gegen Real Madrid für Aufsehen.
Im September 2020 wechselte er zum FCO Dijon in die französische Ligue 1. Mit der Mannschaft stieg er am Saisonende aus der Ligue 1 ab. Am 27. August 2021 wurde seine Leihe zum deutschen Zweitligisten Werder Bremen bekanntgegeben.
Seit 2013 spielt er in der Nationalmannschaft der Elfenbeinküste.

## Titel und Erfolge
- Aufstieg in die Bundesliga: 2022
- Schweizer Meister: 2018, 2019